# نوكيا لوميا 930
نوكيا لوميا 930 (بالإنجليزية: Nokia Lumia 930)‏ هو هاتف ذكي من نوكيا يعمل بنظام ويندوز فون تم الكشف عنه في 2 أبريل 2014 ضمن فعاليات مؤتمر مطوري مايكروسوفت 2014 مع نوكيا لوميا 630، تم طرحه في الأسواق في 4 يوليو 2014.

## الخصائص
- نظام التشغيل: ويندوز فون
- الكاميرا الأمامية: 720p (HD, 1280 x 720)
- الكاميرا الخلفية: 20 ميجا بكسل
- الوزن: 167 جرام
- المعالج: 2.2 جيجا هرتز
- الذاكرة: 2 جيجابايت
- التخزين: 32 جيجابايت